# ناحية مركز درعا
ناحية مركز درعا إحدى نواحي سوريا تتبع إداريّاً لمحافظة درعا منطقة درعا ومركزها مدينة درعا، بلغ تعداد سكان الناحية 146,481 نسمة حسب التعداد السكاني لعام 2004.

## بلدات وقرى ناحية مركز درعا
عتمان، درعا، كحيل، نصيب، النعيمة، صيدا، الطيبة، أم المياذن.